# Aurigequula fasciata
Cá liệt chỉ hay cá liệt chỉ vàng, cá liệt sọc (Danh pháp khoa học: Aurigequula fasciata) là một loài cá liệt trong họ Leiognathidae, đây là loài cá bản địa của Ấn Độ Dương và Thái Bình Dương, chúng là loài có giá trị kinh tế và cá liệt chỉ là một đặc sản. Chúng là loài cá trong họ Cá liệt ở biển có nhiều loại như cá liệt bầu, cá liệt ngang, cá liệt búa, cá liệt lệ, cá liệt lớn, cá liệt chỉ. Loại cá này được đánh chủ yếu bằng cách thả lưới cước trên thuyền nhỏ hoặc thúng chai. 

## Đặc điểm
Cá liệt chỉ to chừng ba ngón tay người lớn, thân dẹp có hình bầu dục, đầu tròn, mắt sáng. Đặc biệt, trên thân có một vạch chỉ màu vàng nhạt từ đầu đến đuôi, ruột cá nhỏ và sạch còn có nhiều trứng mỡ, đặc trưng của cá liệt chỉ còn tươi là mắt sáng, thân cứng và nhớt. Những con cá liệt chỉ là một loại cá ít gặp nhưng thịt thơm ngon, thịt cá liệt chỉ trắng, mềm ngọt và rất mát có lợi cho sức khỏe. 

## Ẩm thực
Cá liệt chỉ làm được nhiều món. Cá nấu ngót với cà chua và thơm chín. Cá được làm sạch mang, không cần lấy ruột người ở biển rất thích ăn phần này vì nó thơm ngon. Khi cho cá vào thì phải hạ thấp lửa để giữ cho nước trong và con cá khỏi nứt gãy. Canh cá vừa chín, nêm nếm gia vị và tắt lửa. Cá liệt chỉ nướng tươi trên lửa than. Từng con cá được trở đều trên chiếc vỉ, mỡ chảy cá chín vàng. Ngoài nấu canh, nướng tươi, nếu có nhiều cá liệt chỉ thì đem xẻ tách làm hai, tẩm gia vị phơi khô để dành nướng.